# San Pedro Chiautzingo
San Pedro Chiautzingo är en ort i Mexiko, tillhörande kommunen Tepetlaoxtoc i delstaten Mexiko. San Pedro Chiautzingo ligger i den centrala delen av landet och tillhör Mexico Citys storstadsområde. Orten hade 2 636 invånare vid folkmätningen 2010.